# الشموت
الشموت إحدى قرى مركز بنها التابع لمحافظة القليوبية بجمهورية مصر العربية.

## التاريخ
قرية الشموت من القرى القديمة، واسمها الأصلي وقت الفتح الإسلامي لمصر «بو شماوت» (بالإنجليزية: Bou chmaouit)‏، وقد وردت باسم ششموت في أعمال الشرقية ضمن قرى الروك الصلاحي التي أحصاها ابن مماتي في كتاب قوانين الدواوين، كما وردت باسم الشموت في أعمال الشرقية ضمن قرى الروك الناصري التي أحصاها ابن الجيعان في كتاب «التحفة السنية بأسماء البلاد المصرية». وفي العصر العثماني كان اسمها في تربيع سنة 933هـ/1527م الذي أجراه الوالي العثماني سليمان باشا الخادم في عصر السلطان العثماني سليمان القانوني الشموت ضمن قرى ولاية القليوبية، وفي تاريخ 1228هـ/1813م الذي عدّ قرى مصر بعد المسح الذي قام به محمد علي باشا باسم الشموت ضمن قرى مديرية القليوبية.

## السكان
بلغ عدد سكان الشموت 20,450 نسمة، حسب الإحصاء الرسمي لعام 2006.